# Liste des sites et monuments classés de la wilaya de Naâma
Cet article présente une liste des sites et monuments classés de la wilaya de Naâma, en Algérie.

## Liste

### Ksours
| Id   | Identification du bien  | Datation  | Commune   | Coordonnées    | Catégorie du classement                     | Mesures et date de protection | Date de publication au Journal Officiel | Illustration    |                       |
| ---- | ----------------------- | --------- | --------- | -------------- | ------------------------------------------- | --- | --------------------------------------- | --------------- | --------------------- |
| 45-1 | Ksar de Moghrar Tahtani | Médiévale | Moghrar   | à géolocaliser | Classé                                      | Inscrit sur l'inventaire général des biens culturels immobiliers par arrêté du 14/07/2007, après avis favorable de la commission nationale des biens culturels tenu le 12/10/2006. | N° 60 du 26/09/2007                     | Image manquante | Télécharger une image |
| 45-2 | Ksar Assela             | Médiévale | Assela    | à géolocaliser | Inscription sur l'inventaire supplémentaire | Inscrit sur l'inventaire supplémentaire Arrêté signé par le wali N° 540 du 23/09/2010                                                                                              | Arrêté non pub au journal officiel      |                 | Télécharger une image |
| 45-3 | Ksar Moghrar Foukani    | Médiévale | Moghrar   | à géolocaliser | Inscription sur l'inventaire supplémentaire | Inscrit sur l'inventaire supplémentaire Arrêté signé par le wali N° 540 du 23/09/2010                                                                                              | Arrêté non pub au journal officiel      | Image manquante | Télécharger une image |
| 45-4 | Ksar Sfissifa           | Médiévale | Sfissifa  | à géolocaliser | Inscription sur l'inventaire supplémentaire | Inscrit sur l'inventaire supplémentaire Arrêté signé par le wali N° 540 du 23/09/2010                                                                                              | Arrêté non pub au journal officiel      | Image manquante | Télécharger une image |
| 45-5 | Ksar Sidi Boutkhile     | Médiévale | Aïn Sefra | à géolocaliser | Inscription sur l'inventaire supplémentaire | Inscrit sur l'inventaire supplémentaire Arrêté signé par le wali N° 1030 du 20/11/2013                                                                                             | Arrêté non pub au journal officiel      |                 | Télécharger une image |
| 45-6 | Ksar Tiout              | Médiévale | Tiout     | à géolocaliser | Inscription sur l'inventaire supplémentaire | Inscrit sur l'inventaire supplémentaire Arrêté signé par le wali N° 540 du 23/09/2010                                                                                              | Arrêté non pub au journal officiel      |                 | Télécharger une image |

### Stations de gravures rupestres
| Id    | Identification du bien                        | Datation      | Commune          | Coordonnées    | Catégorie du classement                     | Mesures et date de protection                                                         | Date de publication au Journal Officiel | Illustration    |                       |
| ----- | --------------------------------------------- | ------------- | ---------------- | -------------- | ------------------------------------------- | ------------------------------------------------------------------------------------- | --------------------------------------- | --------------- | --------------------- |
| 45-7  | Station rupestre Belghrad                     | Préhistorique | Assela           | à géolocaliser | Inscription sur l'inventaire supplémentaire | Inscrit sur l'inventaire supplémentaire Arrêté signé par le wali N° 540 du 23/09/2010 | Arrêté non pub au journal officiel      | Image manquante | Télécharger une image |
| 45-8  | Station rupestre d'El Sbie                    | Préhistorique | Moghrar          | à géolocaliser | Inscription sur l'inventaire supplémentaire | Inscrit sur l'inventaire supplémentaire Arrêté signé par le wali N° 540 du 23/09/2010 | Arrêté non pub au journal officiel      | Image manquante | Télécharger une image |
| 45-9  | Station rupestre d'Oum El Brayem              | Préhistorique | Moghrar          | à géolocaliser | Inscription sur l'inventaire supplémentaire | Inscrit sur l'inventaire supplémentaire Arrêté signé par le wali N° 540 du 23/09/2010 | Arrêté non pub au journal officiel      | Image manquante | Télécharger une image |
| 45-10 | Station rupestre de Dermel                    | Préhistorique | Djeniene Bourezg | à géolocaliser | Inscription sur l'inventaire supplémentaire | Inscrit sur l'inventaire supplémentaire Arrêté signé par le wali N° 540 du 23/09/2010 | Arrêté non pub au journal officiel      | Image manquante | Télécharger une image |
| 45-11 | Station rupestre de Koudiat Abdelhak          | Préhistorique | Assela           | à géolocaliser | Inscription sur l'inventaire supplémentaire | Inscrit sur l'inventaire supplémentaire Arrêté signé par le wali N° 540 du 23/09/2010 | Arrêté non pub au journal officiel      | Image manquante | Télécharger une image |
| 45-12 | Station rupestre de M'Hisrat                  | Préhistorique | Aïn Sefra        | à géolocaliser | Inscription sur l'inventaire supplémentaire | Inscrit sur l'inventaire supplémentaire Arrêté signé par le wali N° 540 du 23/09/2010 | Arrêté non pub au journal officiel      | Image manquante | Télécharger une image |
| 45-13 | Station rupestre de Rasfat El Hammam          | Préhistorique | Djeniene Bourezg | à géolocaliser | Inscription sur l'inventaire supplémentaire | Inscrit sur l'inventaire supplémentaire Arrêté signé par le wali N° 540 du 23/09/2010 | Arrêté non pub au journal officiel      | Image manquante | Télécharger une image |
| 45-14 | Station rupestre de Rihletlamiiz              | Préhistorique | Djeniene Bourezg | à géolocaliser | Inscription sur l'inventaire supplémentaire | Inscrit sur l'inventaire supplémentaire Arrêté signé par le wali N° 540 du 23/09/2010 | Arrêté non pub au journal officiel      | Image manquante | Télécharger une image |
| 45-15 | Station rupestre de Sidi Ibrahim              | Préhistorique | Moghrar          | à géolocaliser | Inscription sur l'inventaire supplémentaire | Inscrit sur l'inventaire supplémentaire Arrêté signé par le wali N° 540 du 23/09/2010 | Arrêté non pub au journal officiel      | Image manquante | Télécharger une image |
| 45-16 | Station rupestre de Sidi Mohamed Moul Maktoub | Préhistorique | Djeniene Bourezg | à géolocaliser | Inscription sur l'inventaire supplémentaire | Inscrit sur l'inventaire supplémentaire Arrêté signé par le wali N° 540 du 23/09/2010 | Arrêté non pub au journal officiel      | Image manquante | Télécharger une image |
| 45-17 | Station Rupestre de T'Choufet                 | Préhistorique | Djeniene Bourezg | à géolocaliser | Inscription sur l'inventaire supplémentaire | Inscrit sur l'inventaire supplémentaire Arrêté signé par le wali N° 540 du 23/09/2010 | Arrêté non pub au journal officiel      | Image manquante | Télécharger une image |
| 45-18 | Station rupestre de Tawzamt                   | Préhistorique | Moghrar          | à géolocaliser | Inscription sur l'inventaire supplémentaire | Inscrit sur l'inventaire supplémentaire Arrêté signé par le wali N° 540 du 23/09/2010 | Arrêté non pub au journal officiel      | Image manquante | Télécharger une image |
| 45-19 | Station rupestre Dhaya Sidi Ahmed El Majdoub  | Préhistorique | Assela           | à géolocaliser | Inscription sur l'inventaire supplémentaire | Inscrit sur l'inventaire supplémentaire Arrêté signé par le wali N° 540 du 23/09/2010 | Arrêté non pub au journal officiel      | Image manquante | Télécharger une image |
| 45-20 | Station rupestre El Rdjimet                   | Préhistorique | Assela           | à géolocaliser | Inscription sur l'inventaire supplémentaire | Inscrit sur l'inventaire supplémentaire Arrêté signé par le wali N° 540 du 23/09/2010 | Arrêté non pub au journal officiel      | Image manquante | Télécharger une image |
| 45-21 | Station rupestre Hassi El Abyadh              | Préhistorique | Assela           | à géolocaliser | Inscription sur l'inventaire supplémentaire | Inscrit sur l'inventaire supplémentaire Arrêté signé par le wali N° 540 du 23/09/2010 | Arrêté non pub au journal officiel      | Image manquante | Télécharger une image |
| 45-22 | Station rupestre Khenguet El Taib             | Préhistorique | Assela           | à géolocaliser | Inscription sur l'inventaire supplémentaire | Inscrit sur l'inventaire supplémentaire Arrêté signé par le wali N° 540 du 23/09/2010 | Arrêté non pub au journal officiel      | Image manquante | Télécharger une image |
| 45-23 | Station rupestre Oued El Haraar               | Préhistorique | Djeniene Bourezg | à géolocaliser | Inscription sur l'inventaire supplémentaire | Inscrit sur l'inventaire supplémentaire Arrêté signé par le wali N° 540 du 23/09/2010 | Arrêté non pub au journal officiel      | Image manquante | Télécharger une image |
| 45-24 | Station rupestre Sfissifa                     | Préhistorique | Sfissifa         | à géolocaliser | Inscription sur l'inventaire supplémentaire | Inscrit sur l'inventaire supplémentaire Arrêté signé par le wali N° 540 du 23/09/2010 | Arrêté non pub au journal officiel      | Image manquante | Télécharger une image |
| 45-25 | Station Teyout                                | Préhistorique | Tiout            | à géolocaliser | Inscription sur l'inventaire supplémentaire | Inscrit sur l'inventaire supplémentaire Arrêté signé par le wali N° 540 du 23/09/2010 | Arrêté non pub au journal officiel      | Image manquante | Télécharger une image |
| 45-26 | Teyout                                        | Préhistorique | Tiout            | à géolocaliser | Inscription sur l'inventaire supplémentaire | Inscrit sur l'inventaire supplémentaire Arrêté signé par le wali N° 540 du 23/09/2010 | Arrêté non pub au journal officiel      |                 | Télécharger une image |
| 45-27 | Tyourtalt                                     | Préhistorique | Tiout            | à géolocaliser | Inscription sur l'inventaire supplémentaire | Inscrit sur l'inventaire supplémentaire Arrêté signé par le wali N° 540 du 23/09/2010 | Arrêté non pub au journal officiel      | Image manquante | Télécharger une image |